# Клазінавен-Норд
Клазінавен-Норд (нід. Klazienaveen-Noord) — селище в нідерландській провінції Дренте. Входить до муніципалітету Еммен.